# Old Sock
Old Sock – dwudziesty pierwszy album studyjny Erica Claptona, wydany w 2013 roku. Składa się z przeróbek ulubionych utworów Claptona, które poznał od dzieciństwa po okres współczesny. Artysta zamieścił ponadto 2 nowe kompozycje: singlowy "Gotta Get Over" i "Every Little Thing". Na płycie można usłyszeć duety z wykonawcami takimi jak: Chaka Khan, Taj Mahal, J.J. Cale, Paul McCartney czy Steve Winwood. 

## Lista utworów
| Nr  | Tytuł                                      | Twórcy                                         | Długość |
| --- | ------------------------------------------ | ---------------------------------------------- | ------- |
| 1.  | "Further on Down the Road" feat. Taj Mahal | Taj Mahal, Jesse E. Davis                      | 5:43    |
| 2.  | "Angel" feat. J.J. Cale                    | J.J. Cale                                      | 3:54    |
| 3.  | "The Folks Who Live On the Hill"           | Oscar Hammerstein II, Jerome Kern              | 3:46    |
| 4.  | "Gotta Get Over" feat. Chaka Khan          | Doyle Bramhall II, Justin Stanley, Nikka Costa | 4:37    |
| 5.  | "Till Your Well Runs Dry"                  | Peter Tosh                                     | 4:42    |
| 6.  | "All of Me" feat. Paul McCartney           | Gerald Marks, Seymour Simons                   | 3:22    |
| 7.  | "Born to Lose"                             | Ted Daffan                                     | 4:03    |
| 8.  | "Still Got the Blues" feat. Steve Winwood  | Gary Moore                                     | 5:54    |
| 9.  | "Goodnight Irene"                          | Huddie Ledbetter, John A. Lomax, Sr.           | 4:23    |
| 10. | "Your One and Only Man"                    | Otis Redding                                   | 4:30    |
| 11. | "Every Little Thing"                       | Bramhall II, Stanley, Costa                    | 4:34    |
| 12. | "Our Love Is Here to Stay"                 | George Gershwin, Ira Gershwin                  | 4:10    |
| 13. | "No Sympathy" (utwór dodatkowy)            | Tosh                                           | 4:04    |

## Listy sprzedaży
| Lista           | Kraj              | Pozycja |
| --------------- | ----------------- | ------- |
| Billboard 200   | Stany Zjednoczone | 7       |
| UK Albums Chart | Wielka Brytania   | 13      |
| OLiS            | Polska            | 13      |